# Nikola Leković
Nikola Leković (in serbo Никола Лековић?; Belgrado, 19 dicembre 1989) è un calciatore serbo, difensore del Mladost Lučani.

## Carriera

### Club
Ha giocato nella prima divisione dei campionati serbo, polacco, bielorusso e greco.

### Nazionale
Ha giocato nella nazionale serba Under-21.